# 奥龙 (瑞士)
奥龙（法語：Oron）是瑞士联邦西部法语区的沃州下设的一个镇。在行政上属于拉沃-奥龙区管辖。奥龙是2012年1月1日行政区划调整后由十个镇归并而成的，总面积为24.6平方公里。截至2010年底，原十个镇的总人口为4,638。

## 历史
2012年1月1日，拉沃-奥龙区的十个市镇奥龙上比西尼、沙蒂扬、奥龙上舍萨勒、埃科托、莱塔韦尔讷、莱蒂欧莱伊、奥隆勒夏泰尔、奥隆拉维尔、帕莱济厄、维伊布罗瓦正式合并，新的奥龙镇宣告成立。

## 地理
境内有布罗瓦河及其数条支流穿过。